# Nabalua
A Nabalua a rovarok (Insecta) osztályának félfedelesszárnyúak (Hemiptera) rendjébe, ezen belül az énekeskabóca-félék (Cicadidae) családjába tartozó nem.

## Tudnivalók
A Nabalua-fajok Délkelet-Ázsia kabócái közé tartoznak.

## Rendszerezés
A nembe az alábbi 6 faj tartozik (meglehet, hogy a lista hiányos):
- Nabalua borneensis Duffels, 2004
- Nabalua maculata Duffels, 2004
- Nabalua mascula (Distant, 1889)
- Nabalua neglecta Moulton, 1923
- Nabalua sumatrana Duffels, 2004
- Nabalua zaidii Duffels, 2004

## Fordítás
- Ez a szócikk részben vagy egészben  a   Nabalua című angol Wikipédia-szócikk ezen változatának fordításán alapul.  Az eredeti cikk szerkesztőit annak laptörténete sorolja fel. Ez a jelzés csupán a megfogalmazás eredetét és a szerzői jogokat jelzi, nem szolgál a cikkben szereplő információk forrásmegjelöléseként.